# Chikuhoku
Chikuhoku (筑北村 Chikuhoku-mura?) es una villa en la prefectura de Nagano, Japón, localizada en la parte central de la isla de Honshū, en la región de Chūbu. El 1 de marzo de 2021 tenía una población estimada de 4113 habitantes y una densidad de población de 41 personas por km².

## Geografía
Chikuhoku se encuentra en la parte central de la prefectura de Nagano, en la cuenca de Matsumoto.

## Historia
Durante el período Edo, el área de la actual Chikuhoku, era parte de la antigua provincia de Shinano y la mayor parte estaba bajo el control del dominio Matsumoto. Las villas de Honjō, Sakakita y Sakai fueron creadas el 1 de abril de 1889 y el 11 de octubre de 2005 se fusionaron para crear la actual Chikuhoku.

## Demografía
Según los datos del censo japonés, la población de Chikuhoku ha estado disminuyendo en los últimos 50 años.
| Gráfica de evolución demográfica de Chikuhoku entre 1940 y 2015 |
|                                                                 |
| Oficina de Estadística de Japón                                 |